# Brian Brivati
Brian Brivati est un historien britannique, professeur d'histoire contemporaine à l'Université de Kingston depuis 2001 et directeur du John Smith Memorial Trust de 2008 à 2012.
Ses intérêts de recherche principaux portent sur l'interface entre les droits de l'homme et la cybersécurité, la résolution de conflit et la place du génocide et des crimes contre l'humanité dans la politique contemporaine,,.

## Formation
Il a obtenu un doctorat en Histoire et politique de la Queen Mary University of London (1984-1991).

## Carrière
Brivati travaille également en tant que conseiller spécial auprès d'hommes politiques, de ministères et d'organisations de la société civile en Europe centrale et orientale, en Irak et dans d'autres pays du Moyen-Orient.
Il est directeur académique de la PGI Cyber Academy, conseiller de Cleave and Co et coprésident du conseil consultatif Kurdish Genocide UK.
Il siège également aux comités de rédaction de Total Politics et de l'IPPR Journal. Brivati est également actuellement directeur du Stabilisation and Recovery Network (TSRN),.